# Tenedos lautus
Tenedos lautus är en spindelart som beskrevs av O. Pickard-Cambridge 1897. Tenedos lautus ingår i släktet Tenedos och familjen Zodariidae.
Artens utbredningsområde är Guatemala. Inga underarter finns listade i Catalogue of Life.